# Typ 039
Der Typ 039 (nach NATO-Codename als Song-Klasse bezeichnet) ist eine Klasse von dieselelektrischer U-Boote der Marine der Volksrepublik China. Das erste Boot der Song-Klasse wurde 1997 in Dienst gestellt.

## Entwurf und Bau

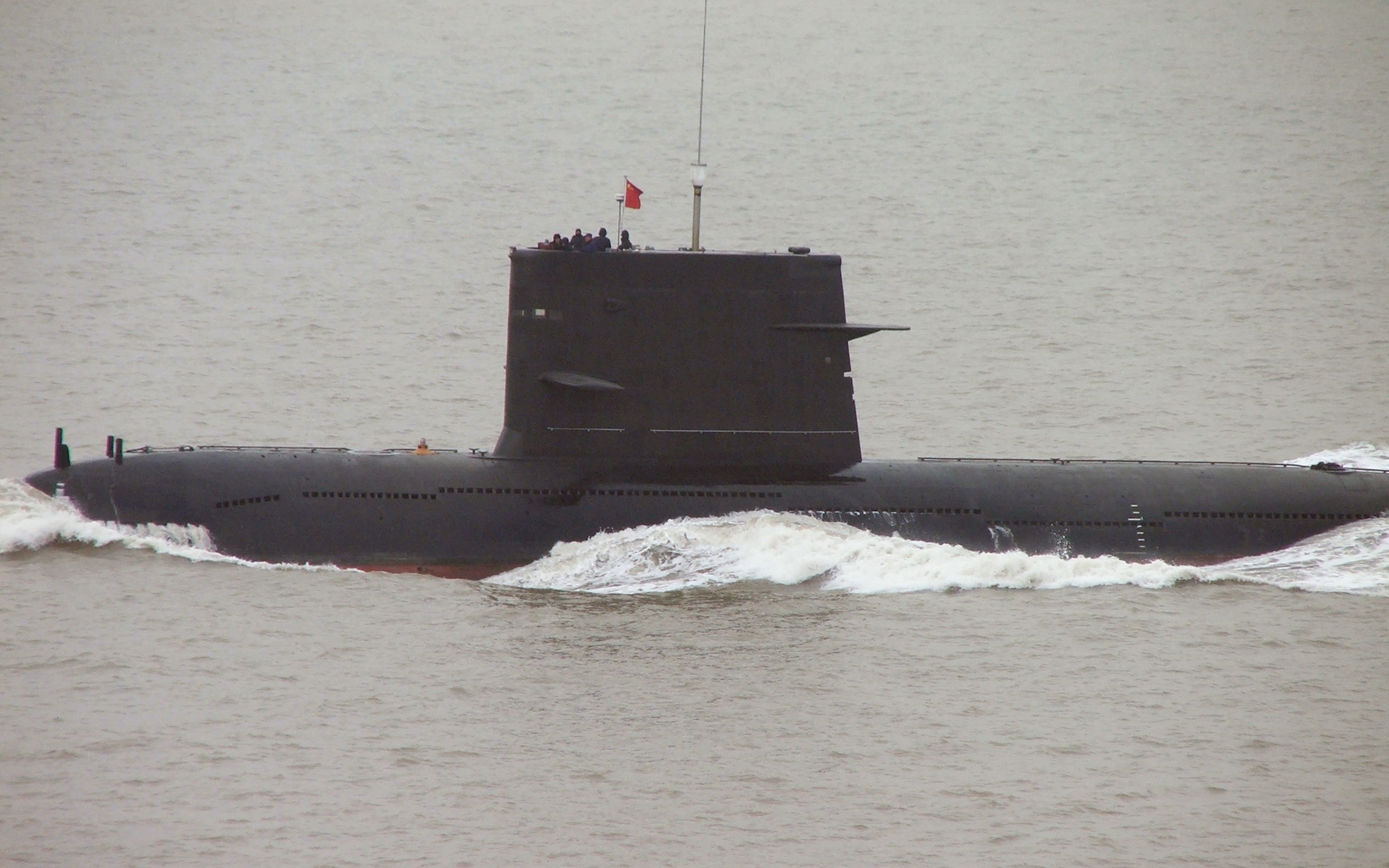
Song-Klasse-Boot, Typ 039G

Nachdem in der Volksrepublik China anfangs nur Nachbauten der sowjetischen Romeo-Klasse hergestellt worden waren, entstand mit dem Typ 039 (Song-Klasse) der erste komplett in China konstruierte U-Boot-Entwurf.
Die Boote sind sowohl zur Bekämpfung gegnerischer U-Boote als auch zum Angriff auf Überwasserschiffe vorgesehen. Der tropfenförmige Rumpf ist mit vier Rudern und einem Einzelpropeller ausgestattet. Zur Schallreduzierung ist der Schiffsantrieb in Stoßdämpfern gelagert und die Hülle mit schallschluckenden Gummielementen belegt. Die lange Testphase des ersten Boots 320 deutet auf die während der Entwicklungszeit aufgetretenen Probleme mit Geräuschpegeln und dem Unterwasserbetrieb hin, was dazu führte, dass nur ein einziges Boot nach dem Ursprungsentwurf Typ 039 gebaut wurde.
Der Ursprungsentwurf hatte einen gestuften, hinten erhöhten, Kommandoturm. Die einzelnen Verbesserungen führten schließlich zum in sieben Einheiten gebauten Typ 039G, der sich äußerlich an seinem unabgestuften Kommandoturm erkennen lässt. Darüber hinaus existiert noch der Typ 039A, der dem Typ039G weitestgehend ähnelt, aber keine Tiefenruder am Kommandoturm aufweist.
Die genaue Zahl der im Einsatz befindlichen Boote der Klasse ist unklar. Neuere Schätzungen gehen für 2010 von bis zu zehn Booten aus, die in Wuhan und möglicherweise zusätzlich in Shanghai gebaut wurden.

## Bewaffnung

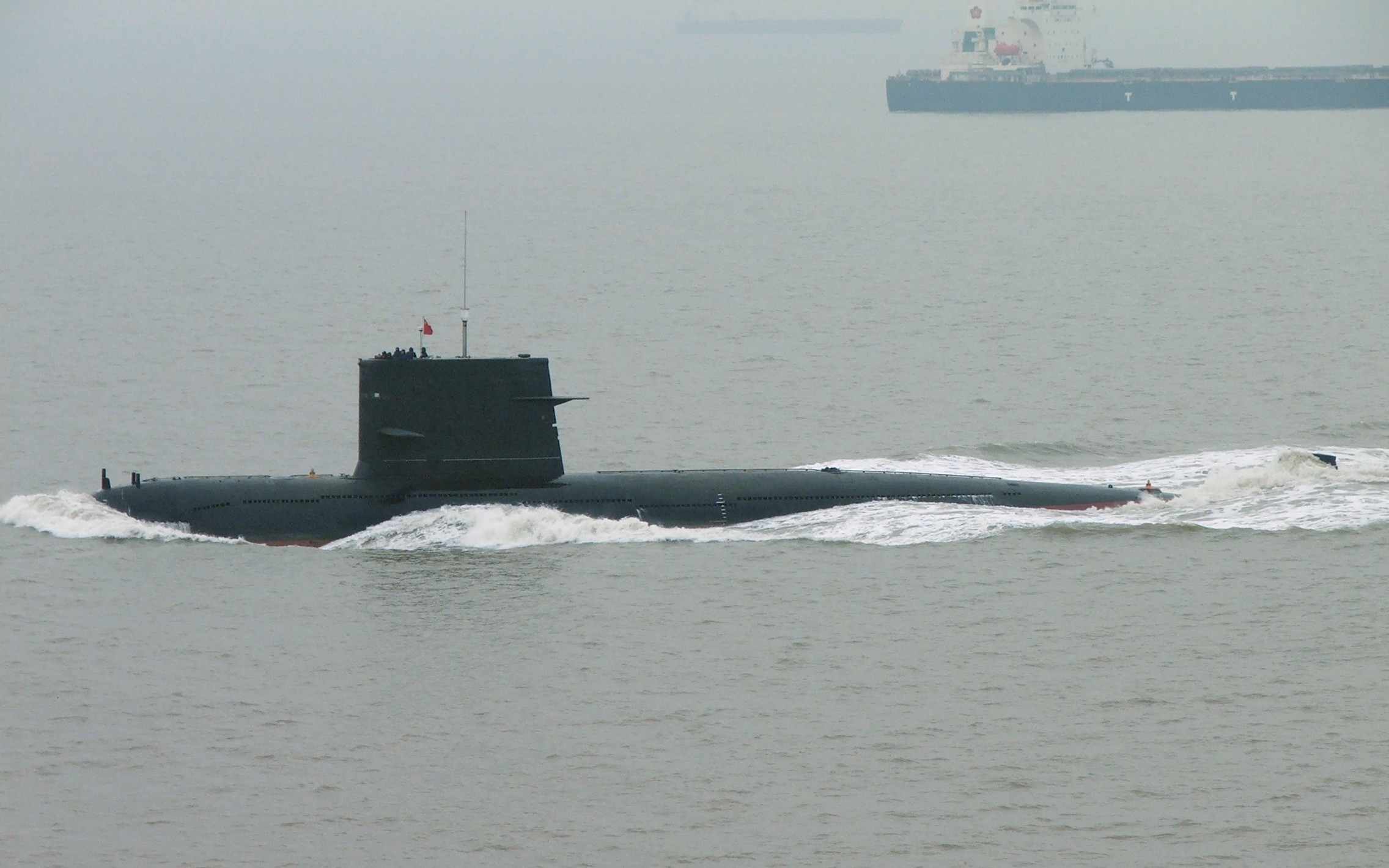
Song-Klasse-Boot, Typ 039G

Hauptbewaffnung des mit sechs Torpedorohren ausgerüsteten Typ 039 ist der 533-mm-Yu-4-Torpedo, mit dem Überwasserziele bis zu einer Distanz von 15 Kilometern angegriffen werden können. Für Angriffe auf andere U-Boote kann ein drahtgesteuerter Yu-6-Torpedo verwendet werden. Man vermutet, dass der Typ 039 auch mit YJ-8-Seezielflugkörpern ausgerüstet werden kann, was seinen Angriffsradius auf 80 km erhöhen würde. Es können statt der maximal 18 Torpedos auch bis zu 36 Seeminen an Bord genommen und durch die Torpedorohre ausgelegt werden. Obwohl vom Typ 039 auch Tests mit dem CY-1-ASROC-System bekannt sind, ist dessen Verwendung fraglich.

## Ortung

### Sonar
Hauptortungssystem für Angriff und Suche ist ein im Bug des Bootes untergebrachtes Mittelfrequenz-Sonar, mit Passiv- und Aktivfunktion. Zusätzlich kann das Sonar zur Unterwasserkommunikation und als Warnsystem bei einer Torpedoannäherung eingesetzt werden. Das in China entwickelte Sonar basiert auf dem französischen Thomson-CSF-TSM-2233-Sonar, das je nach Funktion, gleichzeitig vier bis zwölf Ziele verfolgen kann. Zur Verbesserung der passiven Ortungsmöglichkeiten ist an beiden Seiten des Rumpfes je ein mit dem französischen Niederfrequenzsonar Thomson-CSF TSM-2255 vergleichbares Gerät verbaut, welches weitere vier Ziele im Umkreis von mindestens 30 km verfolgen kann. Zusätzlich ist ein chinesisches H/SQG-04-Sonar vorhanden. Für die Überwasserortung wird ein kleines I-Band-Radar verwendet.

### Elektronische Kriegführung
Die Boote der Song-Klasse sind mit einer Reihe von elektronischen Geräten ausgestattet, die erstmals in chinesischen U-Booten verbaut wurden. Dazu gehören unter anderem elektronische Unterstützungsmaßnahmen, Funkpeiler und die Radarwarnanlage SRW209.

## Kitty-Hawk-Vorfall
Am 26. Oktober 2006 tauchte ein vorher unentdecktes Boot der Song-Klasse etwa fünf Seemeilen entfernt – also innerhalb seiner möglichen Torpedodistanz – neben dem Flugzeugträger Kitty Hawk auf.

## Gebaute Einheiten
- Type 039: 320
- Typ 039G1: 315, 316, 318, 327
- Typ 039G: 314, 321, 322, 323, 324

## Export
China bot Thailand den Typ 039 im Jahr 2007 zum Kauf an. Das Angebot ist zurzeit in der Schwebe, da die Königlich Thailändische Marine bisher keinerlei U-Boot-Infrastruktur unterhält.